# Watermaal-Bosvoorde
Watermaal-Bosvoorde (Frans: Watermael-Boitsfort) is een plaats en gemeente in het Brussels Hoofdstedelijk Gewest. De gemeente telt ruim 25.000 inwoners.
De gemeente ligt in het zuidoosten van het gewest en de zuidelijke helft van het grondgebied wordt bestreken door het Zoniënwoud. Het is daarmee een van de minst verstedelijkte gemeenten van het Brussels Hoofdstedelijk Gewest en de enige gemeente in het gewest waar de bevolking niet toeneemt. De gemeente is ontstaan uit de plaatsen Watermaal in het noorden en Bosvoorde in het zuiden.

## Geschiedenis
De geschiedenis van de plaats gaat terug tot de Karolingische periode. Het gebied was een van de eerste ontgonnen gebieden in Zoniënwoud. De oprichting van een kerk in Watermaal zou teruggaan tot het einde van de 10de eeuw. Paus Celestinus III bevestigde in 1193 in een brief het bezit van de kerk van Watermaal aan Onze-Lieve-Vrouwkapittel van Kamerijk. Rond 1270 werd ze afgestaan aan de priorij Hertoginnedal. Vanuit moederparochie Watermaal zouden later de omliggende parochies ontstaan. Ook wereldlijk was Watermaal belangrijk voor zijn omgeving. De jurisdictie van de schepenen van Watermaal, afhankelijk van de meierij van Rode, besloeg een omvangrijk gebied en omvatte naast Watermaal ook de plaatsen Bosvoorde, Oudergem, Etterbeek, Sint-Pieters-Woluwe, Stokkel en Kraainem.
Waar Bosvoorde eerst nog een klein gehuchtje was, won de plaats in de middeleeuwen snel aan belang, al bleef het afhankelijk van Watermaal. De heren van Brabant kozen Bosvoorde, dat aan de rand van het woud gelegen was, als uitvalsbasis voor hun jacht. In de vallei van de Woluwe werd het jachthuis van Bosvoorde opgericht, verdedigd door de vijvers die zich daar bevonden. Vanaf de 13de eeuw verscheen de naam Bosvoorde. Rond 1282 richtte Jan I er een kapel op, gewijd aan Sint-Hubertus, patroonheilige van de jagers. Bosvoorde fungeert de volgende eeuw vaak als logeerplaats voor het hertogelijk hof tijdens de jacht en de plaats groeit verder uit. Ook Keizer Karel V kwam hier jagen en verbleef soms in de priorij van Groenendaal. Onder volgende heren werd het hof soms verlaten en later opnieuw betrokken. In 1584 werd het kasteel van Bosvoorde vernield, maar rond 1600 werd het hersteld. In de loop van de 17de eeuw werd het nogmaals vernield, maar keurvorst Maximiliaan Emanuel liet het tegen 1700 opnieuw opbouwen. In de 17de eeuw verbond een steenweg Bosvoorde via Groene Jager met Brussel. Deze weg liep in zuidelijk richting naar Groenendaal en later ook naar Terhulpen.
De betere ontsluiting zorgde voor verdere ontwikkeling en ook het gebied op het plateau tussen Watermaal en Bosvoorde en de hellingen van de Woluwe raakte meer ontgonnen. De Ferrariskaart uit de jaren 1770 toont een ontgonnen gebied in het Zoniënbos, met in het noorden Watermaal en in het zuiden Bosvoorde. De bevolking groeide en tegen het laatste decennia van de 18de eeuw telde Watermaal meer dan 300 inwoners, terwijl Bosvoorde er al meer dan 1.200 telde. Ondertussen verloor Bosvoorde zijn belang voor de prinselijke jacht.
Op het einde van het ancien régime werden onder het Franse bewind in de laatste jaren van de 18de eeuw de gemeenten gecreëerd en Watermaal en Bosvoorde werden gescheiden en werden beide zelfstandige gemeenten. Verschillende kerkelijke goederen werden verbeurd verklaard. Toen een paar jaar later de erediensten werden hersteld, werd Bosvoorde een zelfstandige parochie. In 1811 werden de gemeenten Watermaal en Bosvoorde samengevoegd tot één gemeente. Het bleef nu een arme landelijke gemeente. De komst van de spoorlijn Brussel-Namen zorgde voor een ontsluiting van de gemeente. In 1863 werd het gehucht Oudergem afgesplitst als zelfstandige gemeente. Vanaf het einde van de 19de eeuw werd de gemeente gesaneerd en nieuwe wegen moesten de bereikbaarheid verbeteren. In de eerst helft van de 20ste eeuw zorgde de aanleg van tuinwijken als Floréal en Le Logis voor een groei van de gemeente.

## Bezienswaardigheden
- Het beschermde Hoge Huis in Bosvoorde
- Het gemeentehuis uit 1845
- Het Tercoignepark en het oude Hof ter Coigne
- Het Charle-Albertkasteel aan de rand van het Zoniënwoud dateert uit de tweede helft van de 19de eeuw
- Het Bischoffsheimkasteel
- De vroegere woning en het atelier van kunstschilder Rik Wouters
- Het beschermde station van Watermaal
- Het Drie Lindenstadion
- De Vijvers van Bosvoorde
- Het Jagersveldpark
- De Hippodroom van Bosvoorde
- Tumuli van het Zoniënwoud
- voormalige zetel van CBR (Brodzki, Lambrichs, 1970)

### Kerkgebouwen
- De Sint-Clemenskerk van Watermaal

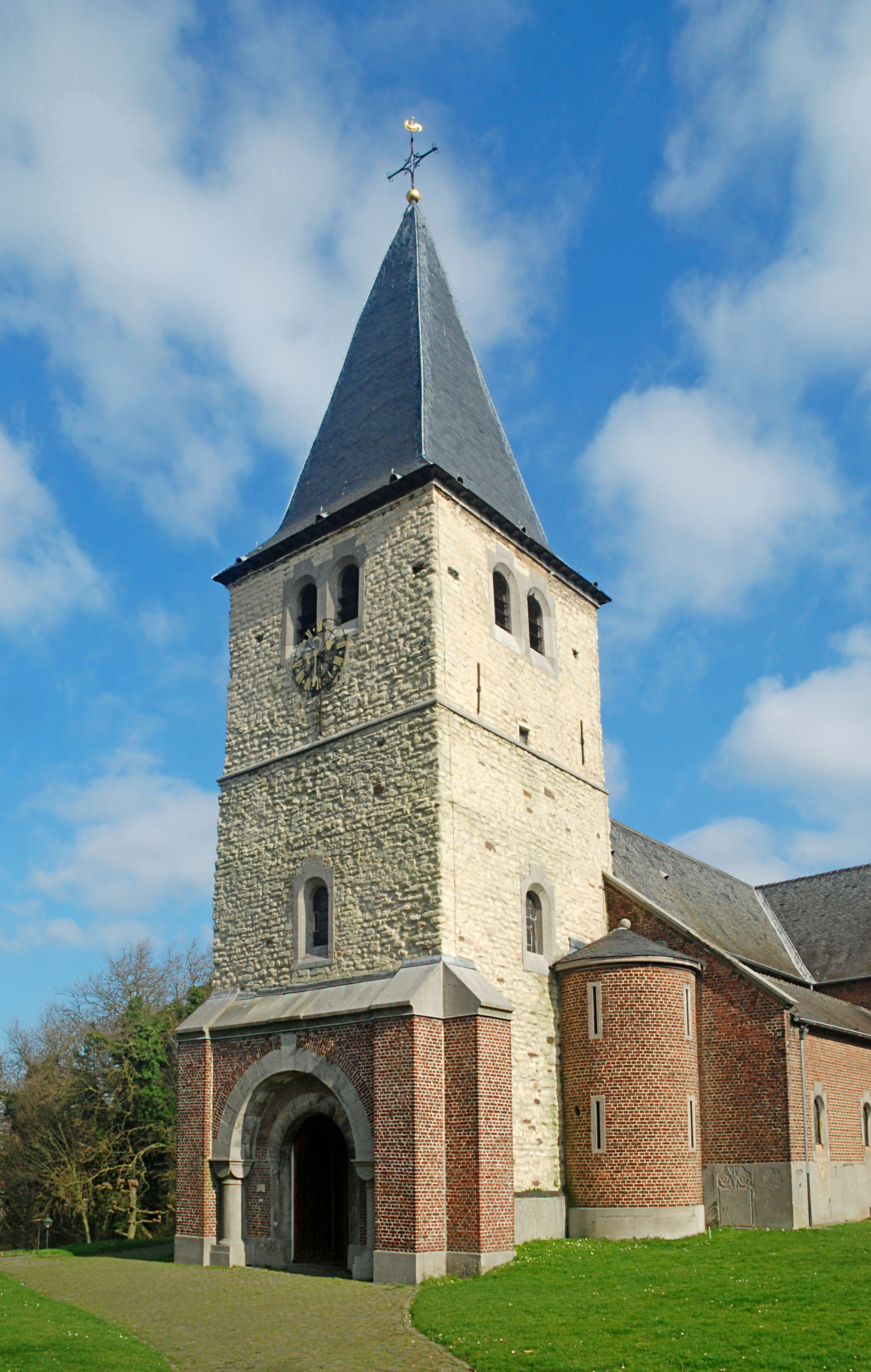
Sint-Clemenskerk.

- De Sint-Hubertuskerk van Bosvoorde
- Onze-Lieve-Vrouw-Koningin-der-Hemelenkerk
- Heilig Kruiskerk
- Sint-Annaklooster met kloosterkerk
- Onze-Lieve-Vrouw-van-Altijddurende-Bijstandkerk

### Beschermd erfgoed
- Lijst van beschermd onroerend erfgoed in Watermaal-Bosvoorde

## Natuur en landschap
Vooral het noorden van Watermaal-Bosvoorde is sterk verstedelijkt. De hoogte bedraagt 70-120 meter met de hoogste punten in het Zoniënwoud dat in het zuiden van de gemeente is gelegen. Waterlopen zijn de Woluwe, die te Watermaal-Bosvoorde ontspringt, en de Watermaalbeek die ontspringt te Oudergem bij Dry Borren.

## Politiek
Het gemeentebestuur zetelt in het gemeentehuis van Watermaal-Bosvoorde.

### Resultaten gemeenteraadsverkiezingen sinds 1976
| Partij of kartel     | Partij of kartel                                           | 10-10-1976 | 10-10-1976 | 10-10-1982 | 10-10-1982 | 9-10-1988 | 9-10-1988 | 9-10-1994 | 9-10-1994 | 8-10-2000 | 8-10-2000 | 8-10-2006 | 8-10-2006 | 14-10-2012 | 14-10-2012 | 14-10-2018 | 14-10-2018 | 13-10-2024 | 13-10-2024 |
| Stemmen / Zetels     | Stemmen / Zetels                                           | %          | 29         | %          | 27         | %         | 27        | %         | 27        | %         | 27        | %         | 27        | %          | 27         | %          | 29         | %          | 29         |
| -------------------- | ---------------------------------------------------------- | ---------- | ---------- | ---------- | ---------- | --------- | --------- | --------- | --------- | --------- | --------- | --------- | --------- | ---------- | ---------- | ---------- | ---------- | ---------- | ---------- |
|                      | PS1/ PS-sp.a Cause Commune2/ PS-Vooruit-Cause commune3     | 12,931     | 3          | 9,491      | 2          | 11,911    | 3         | 9,761     | 2         | 10,641    | 2         | 12,261    | 3         | 8,961      | 2          | 10,832     | 3          | 17,733     | 5          |
|                      | ECOLO1/ Ecolo-Groen2                                       | -          |            | 7,621      | 1          | 9,411     | 2         | 11,341    | 3         | 25,661    | 7         | 20,91     | 6         | 23,592     | 7          | 34,572     | 12         | 26,152     | 8          |
|                      | FDF1/ LB2/ DéFI3                                           | 39,831     | 14         | 34,21      | 12         | 35,791    | 12        | 24,391    | 8         | 36,272    | 11        | 35,812    | 11        | 33,142     | 10         | 22,193     | 7          | 14,333     | 4          |
|                      | PRL1/ Gestion MunicipaleA/ MR2/ MR-GM3/ MR-GM-Les EngagésB | 14,261     | 4          | 16,51      | 5          | 15,91     | 4         | 14,381    | 4         | 23,72A    | 7         | 15,99A    | 4         | 13,732     | 3          | 19,883     | 6          | 38,01B     | 12         |
|                      | PSC1/ Gestion MunicipaleA/ cdH2/ GMH3/ MR-GM-Les EngagésB  | 19,921     | 6          | 18,191     | 6          | 18,3A     | 5         | 18,37A    | 6         | 23,72A    | 7         | 12,392    | 3         | 17,693     | 5          | 6,103      | 1          | 38,01B     | 12         |
|                      | VK-WA-BO1/ Wabo-OK2                                        | 8,621      | 2          | 7,571      | 1          | 6,931     | 1         | 5,562     | 1         | 3,722     | 0         | -         |           | -          |            | -          |            | -          |            |
|                      | FORUM                                                      | -          |            | -          |            | -         |           | 10,57     | 3         | -         |           | -         |           | -          |            | -          |            | -          |            |
| Anderen(*)           | Anderen(*)                                                 | 4,43       | 0          | 6,43       | 0          | 1,77      | 0         | 5,63      | 0         | -         |           | 2,66      | 0         | 2,90       | 0          | 6,44       | 0          | 3,78       | 0          |
| Totaal stemmen       | Totaal stemmen                                             | 17.357     | 17.357     | 17.097     | 17.097     | 16.034    | 16.034    | 14.893    | 14.893    | 14.474    | 14.474    | 14.800    | 14.800    | 14.248     | 14.248     | 14.712     | 14.712     | 14.179     | 14.179     |
| Opkomst %            | Opkomst %                                                  |            |            |            |            | 88,29     | 88,29     | 87,15     | 87,15     | 85,01     | 85,01     | 88,15     | 88,15     | 85,19      | 85,19      | 87,13      | 87,13      | 84,09      | 84,09      |
| Blanco en ongeldig % | Blanco en ongeldig %                                       | 2,89       | 2,89       | 3,31       | 3,31       | 3,52      | 3,52      | 2,97      | 2,97      | 5,03      | 5,03      | 3,61      | 3,61      | 3,42       | 3,42       | 3,91       | 3,91       | 4,39       | 4,39       |

(*) 1976: PCB-KPB (4,43%) 1982: UDRT-RAD (4,16%), PC-KP (2,01%), PTB-PVA (0,26%) / 1988: EVA / 1994: FN (3,76%), PLUS (1,07%), UNIE (0,53%), PTB-PVA (0,27%) / 2006: FNB (2,66%) / 2012: UniBelgium (1,93%), CJV (0,97%) / 2018: PP (3,52%), NosVotes (2,42%), X²YZ (0,50%) / 2024: RNV (3,78%)

### Representativiteit

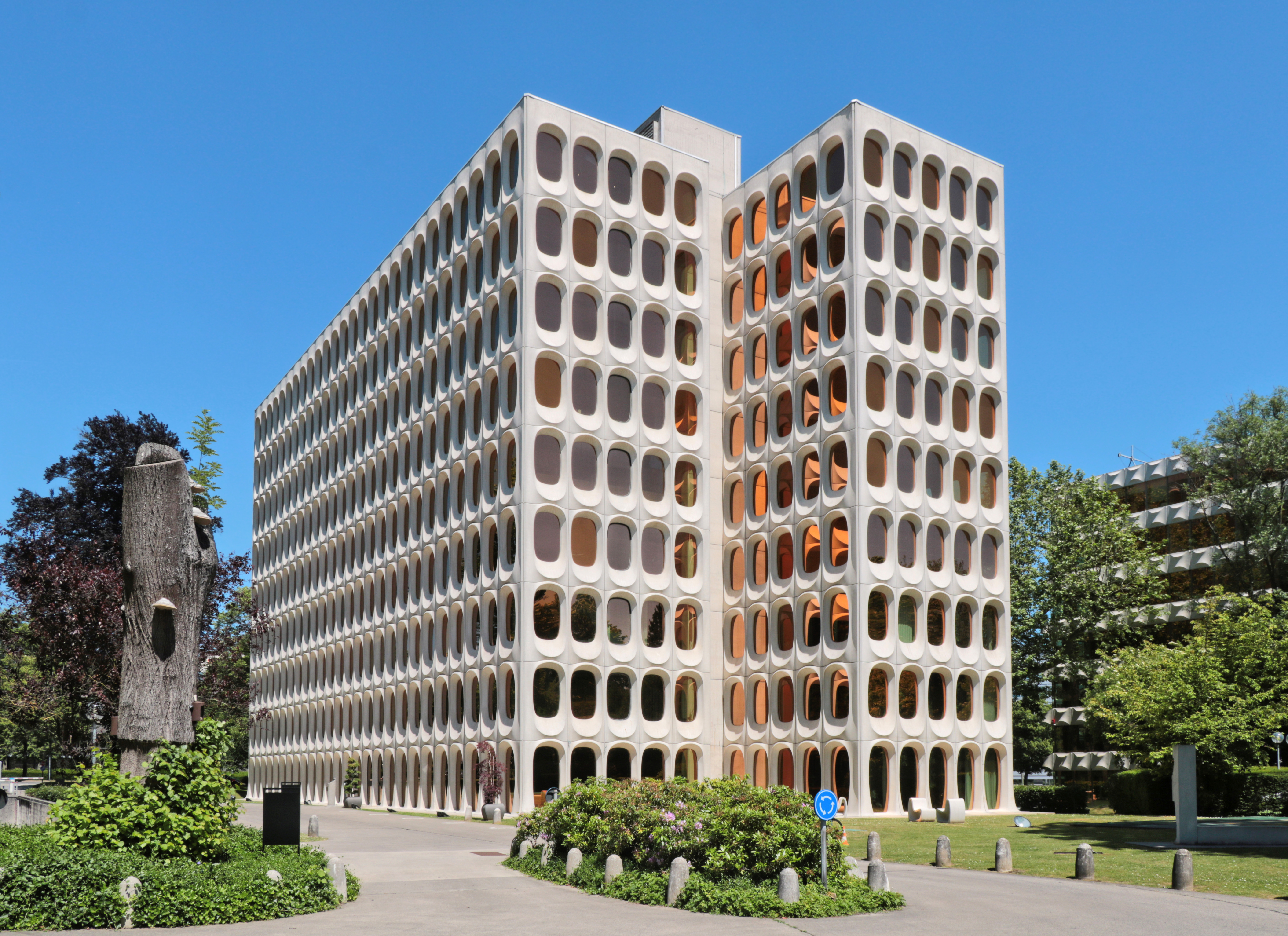
CBR Building (Brodzki, Lambrichs, 1970).

Voor Watermaal-Bosvoorde, net zoals voor de andere gemeenten van het Brussels Hoofdstedelijk Gewest, geldt dat het aantal kiezers in verhouding tot het aantal inwoners erg laag ligt, zowel absoluut als in vergelijking met de rest van het land. Dit is het gevolg van het hoge aandeel niet Belgische inwoners (ook al kunnen deze onder bepaalde voorwaarden over gemeentelijk stemrecht beschikken). Daarnaast ligt ook het aantal kiezers dat niet komt opdagen, ondanks de stemplicht, erg hoog zodat het totaal aantal uitgebrachte stemmen, inclusief ongeldige en blanco, in de 19 gemeenten van het gewest slechts 44,66% van het aantal inwoners bedraagt. Watermaal-Bosvoorde scoort duidelijk beter met een verhouding van 58,63% uitgebrachte stemmen/inwoners.

#### Verhouding kiezers/inwoners en absenteïsme bij de gemeenteraadsverkiezingen van 14 oktober 2012
- Watermaal-Bosvoorde: 68,81% (kiezers/inw.) - 14,81% (absenteïsme)
- Totaal Brussels Gewest : 53,89% (kiezers/inw.) - 17,14% (absenteïsme)

Ter vergelijking:
- Vlaamse provinciehoofdsteden: 69,30% (kiezers/inw.) - 12,12% (absenteïsme)
- Waalse provinciehoofdsteden: 69,04% (kiezers/inw.) - 17,31% (absenteïsme)

### Burgemeesters
- 1811-1825: François Vancampenhout
- 1825-1842: Pierre-Théodore Verhaegen
- 1842-1848: Eugène Amour de Cartier
- 1848-1858: Englebert Frémineur
- 1858-1868: Jean-Baptiste Depage
- 1868-1870: Jean-Baptiste Smets
- 1870-1872: Édouard Olivier
- 1872-1891: Léopold Wiener
- 1891-1893: Lambert Vandervelde
- 1893-1895: Théophile Van Der Elst (waarnemend)
- 1895-1904: Émile Van Becelaere
- 1904-1921: Jean-Henri Delleur (tijdens WOI gedeporteerd en vervangen door Eugène Keym)
- 1921-1946: Georges Benoidt
- 1946-1959: Jules Messine
- 1959-1977: Jacques-Henri Wiener
- 1977-1994: Andrée Payfa-Fosséprez
- 1994-2012: Martine Payfa (LB)
- 2012-2024: Olivier Deleuze (Ecolo)
- 2024-heden: David Leisterh (MR)

## Demografische ontwikkeling
- Bronnen:NIS, Opm:1806 tot en met 1981=volkstellingen; 1990 en later= inwonertal op 1 januari

| Inwoners van jaar tot jaar op 1 januari 1992 tot heden | Inwoners van jaar tot jaar op 1 januari 1992 tot heden | Inwoners van jaar tot jaar op 1 januari 1992 tot heden |
| jaar                                                   | Aantal                                                 | Evolutie: 1992=index 100                               |
| ------------------------------------------------------ | ------------------------------------------------------ | ------------------------------------------------------ |
| 1992                                                   | 24.595                                                 | 100,0                                                  |
| 1993                                                   | 24.367                                                 | 99,1                                                   |
| 1994                                                   | 24.430                                                 | 99,3                                                   |
| 1995                                                   | 24.543                                                 | 99,8                                                   |
| 1996                                                   | 24.764                                                 | 100,7                                                  |
| 1997                                                   | 24.905                                                 | 101,3                                                  |
| 1998                                                   | 24.949                                                 | 101,4                                                  |
| 1999                                                   | 24.742                                                 | 100,6                                                  |
| 2000                                                   | 24.773                                                 | 100,7                                                  |
| 2001                                                   | 24.609                                                 | 100,1                                                  |
| 2002                                                   | 24.652                                                 | 100,2                                                  |
| 2003                                                   | 24.420                                                 | 99,3                                                   |
| 2004                                                   | 24.298                                                 | 98,8                                                   |
| 2005                                                   | 24.314                                                 | 98,9                                                   |
| 2006                                                   | 24.056                                                 | 97,8                                                   |
| 2007                                                   | 24.121                                                 | 98,1                                                   |
| 2008                                                   | 24.131                                                 | 98,1                                                   |
| 2009                                                   | 24.166                                                 | 98,3                                                   |
| 2010                                                   | 24.260                                                 | 98,6                                                   |
| 2011                                                   | 24.249                                                 | 98,6                                                   |
| 2012                                                   | 24.303                                                 | 98,8                                                   |
| 2013                                                   | 24.467                                                 | 99,5                                                   |
| 2014                                                   | 24.408                                                 | 99,2                                                   |
| 2015                                                   | 24.454                                                 | 99,4                                                   |
| 2016                                                   | 24.619                                                 | 100,1                                                  |
| 2017                                                   | 24.871                                                 | 101,1                                                  |
| 2018                                                   | 25.012                                                 | 101,7                                                  |
| 2019                                                   | 25.184                                                 | 102,4                                                  |
| 2020                                                   | 25.332                                                 | 103,0                                                  |
| 2021                                                   | 25.221                                                 | 102,5                                                  |
| 2022                                                   | 25.187                                                 | 102,4                                                  |
| 2023                                                   | 25.392                                                 | 103,2                                                  |
| 2024                                                   | 25.295                                                 | 102,8                                                  |

## Bekende personen

### Geboren in Watermaal-Bosvoorde
- Antoine Depage (1862-1925), chirurg
- Hélène Durand (1883-1934), botanisch illustrator
- Willy Coppens (1892-1986), luchtaas Eerste Wereldoorlog
- Madame Guyard, geboren als Elisabeth Van den Plas (1804-1887), fotograaf
- Pierre Mertens (1939), schrijver en advocaat
- Claude Perwez (1955), zanger, multi-instrumentalist, graficus, en illustrator
- Luc Winants (1963-2023), schaker
- Philippe Bernaerts (1963), radiopresentator en acteur
- Stéphane Demol (1966-2023), voetballer en voetbaltrainer

### Inwoners
- Hergé, Belgisch striptekenaar, woonde in de Delleurlaan
- Rik Wouters, Belgisch kunstschilder en beeldhouwer, woonde in de Dennebosstraat, overleed in Nederland maar werd begraven in Bosvoorde
- Paul Collaer, Belgisch musicoloog en pianist, woonde in de Drie Lindenstraat en overleed te Bosvoorde
- Caroline Pauwels (1964-2022), voormalige rector van de Vrije Universiteit Brussel.[5]
- Paula Sémer (1925 - 2021), Belgische TV presentatrice en actrice.

## Partnersteden
- Chantilly (Frankrijk)
- Annan (Schotland)
- Hegyvidék (Hongarije)

## Nabijgelegen kernen
De gemeente grenst met de klok mee aan Ukkel, Brussel-stad (namelijk het Ter Kamerenbos), Elsene, Oudergem (allemaal Brussels Hoofdstedelijk Gewest), een klein stukje Overijse, Hoeilaart en een klein stukje Sint-Genesius-Rode (allemaal Vlaams-Brabant).